# Скуби-Ду (персонаж)
Ску́би-Ду (англ. Scooby-Doo, полное имя Ску́берт Ду, англ. Scoobert Doo) — вымышленная собака, главный герой одноимённой серии мультсериалов, ставшая героем 70-х. Впервые персонаж появился в мультсериале «Скуби-Ду, где ты!» в 1969 году. Был срисован с реального немецкого дога – крупной породы собак.

## Личность
Скуби-Ду — детектив, младший сотрудник «Мистической Корпорации». Когда-то работал поваром вместе с лучшим другом Шэгги.
Скуби выделяется среди других собак тем, что он умеет разговаривать (по крайней мере, короткими отрывистыми фразами), так как он потомок богов аннунаков.
Интересы Скуби те же, что и у Шэгги, но в утрированном виде; фактически они уже перерастают в страсть:
- Скуби ужасно боится монстров, привидений, ведьм и прочей чертовщины — даже больше, чем Шэгги. При виде чего-нибудь потустороннего он в страхе прыгает на руки хозяину (или тому из его друзей, кто оказывается поблизости); это выглядит очень смешно, особенно если учесть, что по росту и весу Скуби и Шэгги почти одинаковы.
- Он обожает вкусно поесть, но всем прочим лакомствам предпочитает «Скуби-печенье» (англ. Scooby Snacks), и его можно запросто уговорить сделать что угодно, если пообещать ему два или три печенья вместо одного.
- Ему не нравится, когда о нём говорят как о собаке.
- Он очень влюбчивая собака: ему нравятся и овчарки, и пекинесы, и даже чихуахуа.
- Он очень забавный — практически все шутки в сериале шутит именно он.
- Любимая фраза Скуби-Ду, которую он произносит нараспев в конце каждого фильма или эпизода мультсериала — «Скуби-Дуби-Ду-у-у!»

## Внешний вид
Скуби — коричневый пёс с несколькими чёрными пятнами на верхней части тела. У него чёрный нос. На шее Скуби носит синий ошейник с бляшкой в виде ромба. На бляшке выгравированы две жёлтые латинские буквы «SD» (его инициалы). Имеет по четыре пальца на каждой лапе. Порода Скуби-Ду — немецкий дог.
Ивао Такамото (создатель Скуби-Ду) рассказал, что во время работы над внешним видом персонажа он консультировался с заводчиком немецких догов, который рассказал ему о том, как должен выглядеть образцовый представитель этой породы собак. После этого он взял и нарисовал всё совершенно наоборот. Скуби — неправильный дог от ушей до хвоста, и даже его цвет совершенно неестественен для этой породы.

## Профессия
Скуби работает в Корпорации «Тайна» 30 собачьих лет. Он довольно долгоживущая собака.
Он самый боязливый сотрудник, но именно благодаря его боязни и баловству сыщики многое находят.
Кроме Шэгги, его напарниками также являются — Велма Динкли, Дафна Блейк и Фред Джонс (лидер «Мистической Корпорации»).

## Родственники Скуби
- Скуби-Дам — двоюродный брат Скуби, живущий в деревне; умнее и храбрее, чем сам Скуби. Периодически появлялся в сериале «Скуби-Ду Шоу» (1976). Имеет необычный рефлекс: каждый раз когда слышит слово «улики», начинает их искать.
- Скрэппи-Ду — маленький племянник Скуби. Маленький щенок, но отчаян и храбр. Постоянно собирается драться с преступниками, но Шэгги и Скуби боятся их и всегда тащат Скрэппи с собой. По-своему умён, знает математику, любит строить планы. Не умеет уважать мнения своего дяди Скуби, но всегда говорит фразу: «Когда я вырасту, я хочу быть таким, как дядя Скуби». Появлялся в мультсериале «Скуби и Скрэппи-Ду» (1979) и полнометражном «Скуби-Ду и гонки монстров» как один из главных героев и в фильме «Скуби-Ду» (2002) как главный злодей.
- Ябба-Ду — родной старший брат Скуби. Он встречается в сериале 1980-х. Белый пёс-ковбой, который гораздо сильнее Скуби; любимый дядя Скрэппи, постоянно ухаживал за ним. Способен придумать дельный план, дружит с шерифом Дасти (возможно — родственником Шэгги). Есть версия, что Скрэппи набрался столько храбрости именно от него.
- Дикси-Ду — сестра Скуби, оперная певица. Появляется в одной из серий «Скуби-Ду Шоу». Очень вкусно готовит, за что её и любит Скуби.
- Руби-Ду — другая сестра Скуби, мама Скрэппи.
- Дуби-Ду — двоюродный брат-близнец Скуби, рок-певец с отличным голосом. В одной из серий шоу его ошейник оказался содержащим правительственные коды, и Скуби на время его заменил, чтобы обезопасить.
- Дикси-Ду — мать Скуби-Ду, которой он очень дорожит, появлялась в сериях «Мой старый друг» и «А вот и мама».
- Дедуля Скуби — его имя не называется. Дедушка Скуби-Ду (хотя Скрэппи тоже называет его дедушкой). Выглядит как постаревшая версия Скуби. Тоже любит поесть.
- Прадед Скуби — отец Деда Скуби. Отличался особой храбростью и воевал в Гражданских Войнах. Стал призраком. Считает, что Скрэппи пошёл в него.
- Скуби-Ди — двоюродная сестра Скуби-Ду и Скуби-Дама, голливудская актриса.